# جزیره ام‌الکرم

نقشه حمل و نقل استان بوشهر

جزیره اُمّ‌الکُرم، ام‌الگُرم یا جزیره گُرم از جزیره‌های غیرمسکونی ایرانی همجوار سواحل استان بوشهر در خلیج فارس است.
این جزیره نزد بومیان به نام جزیره گُرم رایج است. علت آن نیز وجود درختان حرا در ساحل روبروی آنست که نزد اهالی به گُرم مرسوم است. از سویی بعضی منابع اجمالاً گرم را جداگانه در شمار جزایر کوچک (با مساحت کمتر از یک کیلومتر در زمان مد) این منطقه دانسته‌اند. با این وجود بنظر می‌رسد گرم از ملحقات جزیره ام‌الکرم (ام‌الگُرم) بوده باشد که بعلت مد گاه از آن جدا می‌شود.
جزیره گرم با مساحت ۷۹ هکتار، در ۱۴۰ کیلومتری جنوب شرقی بندر بوشهر و در استان بوشهر واقع شده است. این جزیره مرجانی خالی از سکنه، یکی از جزایر پارک ملی دیر نخیلو است و به دلیل وجود درختان حرا در ساحل روبه‌روی آن، به گرم شهرت دارد.
جزیره ام‌الکرم به عنوان پناهگاهی امن برای پرندگان مهاجر شناخته می‌شود. هزاران پرنده از گونه‌های مختلف مانند پرستوی دریایی پشت‌دودی و گونه سفید، کاکلی بزرگ و کوچک، قار ساحلی، سلیم خرچنگ‌خوار و سلیم کوچک در این جزیره تخم‌گذاری و زادآوری می‌کنند. همچنین، این جزیره محل زندگی مارهای جعفری، یکی از سمی‌ترین مارهای ایران، است.
علاوه بر پرندگان، لاک‌پشت‌ها نیز در بستر نرم ماسه‌های صدفی جزیره ام‌الکرم و به‌ویژه جزیره نخیلو تخم‌گذاری می‌کنند.
بهترین زمان بازدید از جزیره ام‌الکرم از مهر تا فروردین ماه است. برای بازدید از این جزیره، اخذ مجوز از سازمان محیط زیست ضروری است. همچنین، به دلیل ظرفیت محدود جزیره، تعداد گروه‌های بازدیدکننده نباید بیش از ۱۰ نفر باشد. این جزیره فاقد امکانات اقامتی و رفاهی است، بنابراین بازدیدکنندگان باید آب آشامیدنی و مواد غذایی خشک را همراه داشته باشند و در روستاها و شهرهای اطراف اقامت کنند.

## جزئیات
این جزیره خالی از سکنه در فاصله ۱۴۰ کیلومتری جنوب شرقی بندر بوشهر، در ۱ و نیم کیلومتری سواحل دهستان و بخش بردخون از توابع شهرستان دیر در جنوب غرب روستای مل‌گنزه و دروداحمد (مقابل حدفاصل بخش بردخون و بخش مرکزی شهرستان دیر در خلیج فارس) و مشرق جزیره نخیلو قرار دارد و صیادان از آن بعنوان پایگاهی برای صید ماهی استفاده می‌کنند. شکل آن قوس نیم دایره است که ضلع محدب آن به سمت جنوب است سطح آن پوشیده از ماسه‌های ریزدانه نرم با بقایای صدف هاست. این جزیره قوسی ۲ کیلومتر طول دارد و دارای متوسط عرض کمتر از ۲۰۰ متر است.
مساحت این جزیره در حدود ۰٬۳۸ کیلومتر مربع است و بین ۲۷ درجه و ۵۰ دقیقه عرض شمالی و ۵۱ درجه و ۳۳ دقیقه طول خاوری واقع شده است. این جزیره ۱ تا ۲ متر از سطح دریا بالاتر است. فاصله این جزیره تا جزیره نخیلو ۸ کیلومتر است و آب و هوای جزیره گرم و مرطوب است.
جزیره ام‌الکرم یا گرم در خاوری جزیره نخیلو در فاصله ۱ و نیم کیلومتری ساحل قرار دارد. در سواحل مقابل این جزیره اجتماعاتی از جنگلهای ماندابی حرا (موسوم به گُرم) به مساحت ۲۵ هکتار قرار دارد. این جزیره دارای تپه‌های شنی و گیاهان شورپسند (تهما) است. محل زیست پرندگان بومی مانند: کاکایی قار، حواصیل خاکستری، باکلان و سلیم خرچنگ خور و پرندگان مهاجر زمستان گذران می‌باشد.